# Margaritopsis nudiflora
Margaritopsis nudiflora är en måreväxtart som först beskrevs av August Heinrich Rudolf Grisebach, och fick sitt nu gällande namn av Karl Moritz Schumann. Margaritopsis nudiflora ingår i släktet Margaritopsis och familjen måreväxter.
Artens utbredningsområde är Kuba. Inga underarter finns listade i Catalogue of Life.